# Банатська республіка
Банатська республіка (рум. Republica Bănăţeană, нім. Banater Republik, серб. Banatska republika / Банатска република, угор. Bánáti Köztársaság) — невизнана держава, проголошена в Тімішоарі 1 листопада 1918 року, наступного дня після розпаду Австро-Угорської імперії. Визнана тільки Угорщиною, республіка була захоплена армією сусідньої Сербії 15 листопада. Наступного року її територія була розділена між Королівством сербів, хорватів і словенців і Румунією.

## Обґрунтування
Банат є природним географічним регіоном у Тисо-Дунайській низовині. З 1552 року він був Османською провінцією — Тімішоарський пашлик. Після підписання Пожаревацького миру в 1718, регіон став Габсбурзькою провінцією Тімішоарський Банат. Ця провінція була скасована в 1778 році. У 1849–1860 роках регіон Банат, разом з Бачка та Срем, був частиною нової Габсбурзької провінції — воєводство Сербія і Тімішоарський Банат. Столицею всіх цих провінцій була Тімішоара.

## Історія
До 31 жовтня 1918 року були створені військові ради національностей, що проживали на терені Банату: румунська, угорська, німецька, сербська, і єврейська. На їхній зустрічі Отто Рот, член Соціал-демократичної партії, запропонував створити автономну Банатську народну раду за участю представників від кожної етнічної групи, але румунські офіцери відмовилися, посилаючись на відсутність резолюції від Румунського Національної Ради. Попри це, провідні члени Соціал-демократичної партії вирішили проголосити республіку, і 1 листопада це зробив Отто Рот, що став її президентом. Незалежність Банату була визнана Угорщиною . 
4 листопада Банатська народна рада організувала військові загони з метою встановити контроль над всією територією республіки, але зробити це так і не вдалося. 15 листопада сербські війська увійшли в Банат, і республіка припинила своє існування, потім її терени було розділено між Румунією і Королівством сербів, хорватів і словенців. 
16 квітня 1920 року етнічні німці Банату подали на Паризьку мирну конференцію запит з проханням про відновлення республіки, але їм було відмовлено.

## Населення
Населення республіки становило 1582133 людини: 
- румуни — 592049 (37,42%);
- німці — 387545 (24,50%);
- серби — 284329 (17,97%);
- угорці — 242 152 (15.31%), а також словаки, банатські болгари, євреї і хорвати.

## Ресурси Інтернету
- banat.de [Архівовано 7 лютого 2012 у Wayback Machine.], Richard Weber: Die Turbulenzen der Jahre 1918-1919 in Temeschburg